# 法土戰爭
法土戰爭，又稱奇里乞亞戰爭（法語：La campagne de Cilicie），土耳其方面稱之為南線戰爭（土耳其語：Güney Cephesi），是土耳其獨立戰爭期間，土耳其大國民議會（自1920年9月4日起）與法國（法國殖民軍與亞美尼亞志願軍）間的一場戰爭。法國侵略該地區的主要因素是賽克斯-皮科協定，亞美尼亞種族滅絕的難民危機則進一步促使該戰爭發生。

## 背景
在穆茲羅斯停戰協定之後，法國根據一項1916年的秘密協議「賽克斯-皮科協定」進軍庫庫羅瓦，即原本屬於鄂圖曼帝國的敘利亞及南安納托利亞，包括庫庫羅瓦平原、梅爾辛、伊斯肯德倫（又稱小亞歷山大），以及埃爾加尼盛產的銅礦礦脈在內。至於肥沃的美索不達米亞及疑似有油田存在的摩蘇爾州則由英國占領。在此期間，英國將根據協定，暫管安泰普、馬拉什和烏爾法，直到法國人佔領定位了為止。
由埃德蒙·艾倫比將軍指揮的法國亞美尼亞軍團，顧名思義是由亞美尼亞的志願軍所組成。

## 法軍的入侵行動

### 黑海登陸
穆德羅斯停戰協議後，法國軍隊做的第一件事，就是控制具有戰略意義的鄂圖曼帝國煤礦，這是因為法國資本在這些煤礦中持有大量股份的關係，同時滿足法國軍隊的需求。此外他還可阻止任何往安納托利亞的煤炭補給──畢竟這些可能會助長叛亂。
1919年3月18日，兩艘法國砲艇將軍隊帶到黑海港口宗古爾達克和卡拉代尼茲埃雷利，控制鄂圖曼帝國的煤礦。由於在佔領該地區的一年期間，遇到了不少抵抗，法國軍隊在1920年6月8日逐漸從卡拉代尼茲埃雷利撤離。他們繼續試圖佔領宗古爾達克全境，並於1920年6月18日達成。

### 君士坦丁堡與色雷斯的行動
關於對色雷斯戰爭的發動，主要是為了支持協約國的戰略目標。一個法國旅於1918年11月12日進入君士坦丁堡。1919年2月8日，法國將軍路易·弗朗謝·德斯佩雷——鄂圖曼帝國佔領軍的總司令——抵達了君士坦丁堡，並協助支持該佔領政府。
布爾薩——安納托利亞西北部的前鄂圖曼帝國首都——在1920年希臘軍隊的夏季大攻勢之前，也被法國軍隊佔領了一小段時間，當時這座城市已經落入了希臘人的手中。

### 奇里乞亞戰爭
| 戰役         | 將軍                  | 日期                      |
| ------------ | --------------------- | ------------------------- |
| 馬拉什戰役   | 阿里·法特·塞貝索伊    | 1920年1月20日–2月10日     |
| 烏爾法戰役   | 阿里·賽普·烏爾薩瓦    | 1920年2月9日–4月11日      |
| 安泰普保衛戰 | 阿里·基利奇           | 1920年4月1日–1921年2月9日 |
| 安泰普之圍   | 塞菲克·奧茲德米爾貝伊 | 1920年8月5日–1921年2月9日 |

第一次登陸是在1918年11月17日的梅爾辛，大約有15,000人參與，主要是亞美尼亞志願軍及150名法國軍官。這支遠征軍的首要目標是佔領港口並進一步瓦解鄂圖曼帝國。11月19日，塔爾蘇斯被佔領，並為了確保周圍環境的安全，他們打算在阿達納建立總部。他們在1918年底佔領奇里乞亞本土後，法國軍隊於1919年，陸續佔領了安泰普、馬拉什和烏爾法等等城市，並按照協議接管他們（原本那些城市都歸英國暫管）。
在南部佔領區的東端，馬爾丁也被佔領了一天（1919年11月21日），直到晚上法國人認為此地不宜久留而撤退為止。
1919年1月1日至1920年9月4日期間，法國任命愛德華·布雷蒙德為法國南部佔領區總督：1920年9月至1921年12月23日，朱利安·杜菲為新一任總督。
在佔領該地區期間，法國人很快便遭到土耳其人的反擊，特別是，因為他們把亞美尼亞人與之聯繫在一起。法國士兵是該地區的外國人，通常，他們會利用亞美尼亞民兵來獲取更多情報。土耳其國民議會政府在這一領域上，一直與阿拉伯諸部落合作。與希臘的威脅相比，法國對穆斯塔法·凱末爾帕夏的威脅似乎較小，他表示，如果土耳其能夠克服希臘的威脅，法國將不會試圖持續佔領之，尤其是因為他們主要是想殖民敘利亞。
在希臘軍隊向西進攻的行動已失敗告終後，通過調動亞美尼亞人對抗土耳其國民軍，繼而開闢南部戰線的戰略目標亦隨之失敗了。1920年2月11日，在經過22天的馬拉什戰役後，法國占領軍和當地亞美尼亞志願軍的成員在土耳其革命者的抵抗和攻擊下，被迫撤離馬拉什。伴隨著成千上萬亞美尼亞受害者遭到大規模屠殺，該城市也因而被夷平了。法國亞美尼亞志願軍成員薩基斯·托羅森在他的日記中表示，他懷疑法國軍隊為了要讓其軍隊安全撤離，因此向凱末爾派提供了武器和彈藥。
馬拉什民兵部隊通過參與奪回該地區的其他城市的行動，進一步為該戰爭做出一定的貢獻，迫使法國軍隊逐步撤離各城市。

## 敵對行動的結束與後續
1921年3月9日，法國與土耳其國民運動簽署了《奇里乞亞和平條約》。該條約是為了結束法土戰爭，儘管未能如願。後來在1921年10月，法國和土耳其代表於1921年10月20日簽署《安卡拉條約》，並最終以取代《穆達尼亞停戰協定》而告終。儘管部分的領土爭議在當時並沒有完全被解決（例如土耳其在國家契約中宣稱的領土最終還是沒有實現，以及哈塔伊之歸屬等等），《安卡拉條約》所產生的積極態度仍然是友好的，即使程度有限。
隨後，隨著洛桑條約的簽訂，整個土耳其獨立戰爭就此告終，鄂圖曼帝國的所有債務，也由接替政府土耳其償還。

## 更多
- 恰納卡萊危機（英语：Chanak Crisis）
- 土耳其獨立戰爭大事年表（英语：Chronology of the Turkish War of Independence）
- 法國-土耳其關係（英语：France–Turkey relations）